# Virgil Dridea
Virgil Dridea (n. 17 noiembrie 1940, Ploiești, România – d. 29 mai 2022, Ploiești, România), cunoscut și sub numele de Dridea II sau Puiu Dridea, a fost un fotbalist și antrenor român.

## Biografie
S-a născut la 17 noiembrie 1940, în Ploiești. Era fratele mai mic al lui Mircea Dridea, care a fost, de asemenea, un remarcabil fotbalist și antrenor. A început să joace fotbal la „piticii” clubului Petrolul, apoi la echipa aceluiași club ploieștean.

## Cariera de jucător
Virgil Dridea a jucat ca mijlocaș și atacant (extremă stânga) în 82 de meciuri pentru Petrolul Ploiești, în perioada 1958-1968.
A debutat în Divizia A pe 24 august 1958 pentru „Lupii galbeni”, într-o victorie cu 3-0 împotriva echipei Jiul Petroșani.  La sfârșitul acelui sezon (1958-1959) a îmbrăcat tricoul de campion al României la fotbal, alături de coechipierii săi.
În returul campionatului 1965-1966, Dridea II a reușit un gol de excepție, direct din corner, în meciul decisiv cu Rapidul, principala adversară a petroliștilor în lupta pentru titlul de campioană din acel sezon. Meciul s-a încheiat cu scorul de 1-0, Petrolul reușind astfel să câștige al treilea campionat în perioada postbelică.
Acest titlu, din 1966, a permis echipei Petrolul să joace din nou în Cupa Campionilor Europeni, adversară fiindu-i campioana Angliei, FC Liverpool (de remarcat și faptul că în acel an Anglia cucerise titlul de campioană mondială). În primul meci, disputat în deplasare, Petrolul a pierdut cu scorul 0-2, dar în meciul retur, disputat pe 12 octombrie 1966 la Ploiești, a adus o strălucită victorie pentru petroliști: 3-1 (au marcat Moldoveanu, Boc și Mircea Dridea pentru ploieșteni, respectiv Roger Hunt⁠(d) pentru „cormorani”). A fost singura victorie repurtată până în prezent de vreo formație din România împotriva celor de la FC Liverpool. Antrenorul Constantin Cernăianu a folosit formația standard, cu care câștigase campionatul 1965-1966: Mihai Ionescu – Pahonțu, Boc, Florea, Mocanu – Dincuță, Dragomir – Moldoveanu, Dridea I, Badea, Dridea II. În meciul al treilea, de baraj, disputat pe teren neutru (la Bruxelles), FC Liverpool a câștigat cu 2-0, calificându-se în optimile de finală ale competiției.
Pe parcursul a opt ediții, a adunat 82 de jocuri în tricoul petrolist, toate în Divizia A, ultimul joc la Petrolul fiind pe 3 septembrie 1968, tot într-o partidă cu Jiul Petroșani (3-1). În 1968, Dridea II s-a transferat la Metalul Plopeni, unde, în 1970, și-a început cariera de antrenor de fotbal, ca antrenor secund al lui Gheorghe Bărbulescu.

### Trofee câștigate ca fotbalist
Petrolul Ploiești
- Divizia A: 1958–59, 1965–66
- Cupa României: 1962–63

## Cariera de antrenor
Virgil Dridea a fost și un cunoscut manager de fotbal în România, unde a condus mai multe cluburi, precum Metalul Plopeni, Petrolul Ploiești, Prahova Ploiești, Dacia Unirea Brăila, Midia Năvodari, Cimentul Fieni și Chindia Târgoviște. De asemenea, a antrenat în Angola și Siria, unde a condus Atlético Petróleos do Huambo⁠(d), Al-Jaish SC (Siria)⁠(d) și Echipa națională de fotbal a Siriei.
Ca antrenor la Petrolul Ploiești, a promovat echipa în Divizia A în 1989 și i-a dus din nou pe ploieșteni în competițiile europene, sub comanda sa „găzarii” întâlnind-o pe Anderlecht Bruxelles, în ediția 1989-1990 a Cupei UEFA. A revenit pe banca Petrolului, ca antrenor, în sezonul 1999-2000, iar în perioada 1 iulie 2004-31 decembrie 2004 a avut cel de-al treilea mandat de antrenor la cârma „lupilor galbeni”.
Spre finalul vieții, a fost oficial al AJF Prahova, dar și unul dintre fondatorii noului club Petrolul, începând cu 2016, când echipa a luat-o de jos, din Liga a IV-a, reușind, în 2022, revenirea în prima ligă a fotbalului din România.